# Arbanitis tarnawskiae
Espèce
Synonymes
- Misgolas tarnawskiae Wishart & Rowell, 2008

Arbanitis tarnawskiae est une espèce d'araignées mygalomorphes de la famille des Idiopidae.

## Distribution
Cette espèce est endémique de Nouvelle-Galles du Sud en Australie. Elle se rencontre vers Cape Hawke.

## Description
La carapace du mâle holotype mesure 8,43 mm de long sur 6,66 mm et l'abdomen 7,94 mm de long sur 5,39 mm.

## Étymologie
Cette espèce est nommée en l'honneur de Jaynia Tarnawski.

## Publication originale
- Wishart & Rowell, 2008 : Trapdoor spiders of the genus Misgolas (Mygalomorphae: Idiopidae) from eastern New South Wales, with notes on genetic variation. Records of the Australian Museum, vol. 60, no 1, p. 45-86 (texte intégral).